# Особняк Федора Терещенка
Особняк Федора Терещенка — пам'ятка історії, мистецтва та архітектури у Києві, що знаходиться на вулиці Терещенківській, 9. Особняк збудований у 1878 році архітектором Володимиром Ніколаєвим.

## Будівництво, перебудова
Будівництво цього будинку було пов'язане із загальною забудовою нового району на пустирі перед будівлею Університету. Архітектор В. І. Беретті, за проєктом якого зводився корпус університету, вважав необхідним вирішувати загальну містобудівну задачу комплексно, будувати кам'яні будинки в єдиній зв'язці — як прийнято в столичних містах, про що вже в 1838 році повідомляв київську міську владу. Для проєктування будівлі запросили відомого київського архітектора В. М. Ніколаєва.
Будинок до 1878 року вже був зведений, а в 1880-му його власниця, М. Чаплинська, продала ділянку землі з особняком і іншими спорудами у дворі колезькому радникові Ф. А. Терещенко. У 1881 році Терещенко звертається до академіка архітектури А. Л. Гунна і замовляє ескізний проєкт перебудови придбаної будівлі, оформлення його внутрішньої обробки.
У 1882—1884 роки були виконані будівельні роботи, в яких брали участь петербурзькі підрядчики, фахівці меблевої фірми Мельцера, скульптори Шварц, Ботта, художник Сидіков. Керував будівництвом автор первинного проєкту В. М. Ніколаєв.
У закінченому вигляді будівля прийняла асиметричний вигляд — у зв'язку з тим, що була збережена ліва частина особняка, зведеного за первинним проєктом. Третій поверх існує тільки з двору, а по головному фасаду за його рахунок була збільшена висота парадних залів другого поверху. Новий центральний вхід висунутий на мостову і прикрашений каріатидами. Вікна другого виділені пілястрами і верхніми фільонками з сюжетами на міфологічні теми, карниз великого винесення оброблений медальйонами і левовими маськаронами, міжповерховий пояс оформлений рельєфом — меандром. Фасад витриманий у формах «неогрек».
Внутрішній простір вирішений в поєднанні урочистості анфілади парадних залів і домашнього затишку досить скромних житлових приміщень. Інтер'єри будуара, диванної, вітальні, кабінету, диванної кімнати, їдальні оформлені ліпним і кольоровим декором, прикрашені різьбленням і є вдалою стилізацією основних архітектурних стилів. В цей же час виникла ідея додаткової прибудови до будівлі, що включає спеціальне приміщення для картинної галереї і зимового саду. Планування цих приміщень виконав В. Ніколаєв.

## У власності Терещенків
У 1885 році будівництво було завершено, і родина Федора Терещенка переїхала до особняку. У цьому будинку Федір Артемович проживав зі своєю другою дружиною Надією, тут народилися їхні діти Надія, Федір, Наталя.
Після смерті Федора Терещенка у 1894 році особняк та все майно згідно із заповітом переходили у власність сина господаря при пожитєвому володінні вдовою. Виховуючи дітей, вдова розширює київські володіння, придбавши у 1903 році сусідню садибу (№ 7/13), продовжує займатися благочинністю. У роки Першої світової війни в будинку (№ 7/13) було організовано шпиталь.

## Подальша доля

Міністерство закордонних справ УНР та Української Держави. м. Київ. Світлина поч. ХХ ст.

Пам'ятник Іллі Рєпіну

Родина Терещенків покинула Київ у 1918 році. Особняк після від'їзду власниці у роки революції та громадянської війни використовувався різними організаціями та установами. Тут містилося Міністерство закордонних справ Центральної Ради, уряду П. Скоропадского і Директорії, штаби Червоної Армії, Денікінської армії, штаб Драгомирова, польської кулеметної роти, Ревтрибунал 14-го корпусу Червоної Армії.
У 1919 році Комісаріат народної освіти радянського уряду видав охоронний лист на приміщення, а з 1922 року тут розміщена Київська національна картинна галерея.
Біля будинку у 1983 році був встановлений пам'ятник І. Ю. Рєпіну роботи московського скульптора О. Комова. А 2001 року на фасаді музею з'явилася меморіальна дошка в пам'ять про О. Я. Шульгіна — першого міністра закордонних справ України.